# رود قطور
قطورچای یا رود قطور (ترکی استانبولی: Kotur çayı) رودی در شرق ترکیه و شمال غرب ایران است. این رود یکی از شاخه‌های راست ارس به‌شمار می‌رود. رود قطور از بخش سرای در شرق ترکیه سرچشمه می‌گیرد. پل قطور در نزدیکی شهر خوی از روی رود قطور می‌گذرد.